# Trichotillomanie

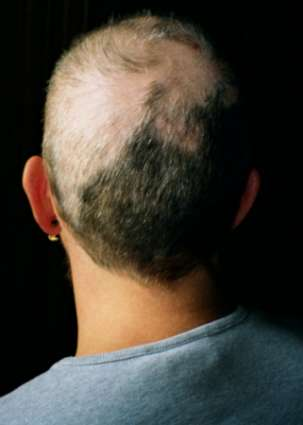
Folgen der Trichotillomanie bei einer jungen Frau

Bei der Trichotillomanie handelt es sich um eine komplexe Störung der Impulskontrolle, deren augenscheinlichstes Erscheinungsbild darin besteht, dass sich Betroffene die eigenen Haare ausreißen. Der Begriff ist zusammengesetzt aus griechisch thrix = Haar, tillein = rupfen und mania = Raserei, Wahnsinn.

## Geschichte
Der Begriff wurde 1887 durch den französischen Dermatologen François Henri Hallopeau (1842–1919) geprägt, das Erscheinungsbild selbst jedoch lange Zeit als schlechte Gewohnheit fehlinterpretiert. Erst Ende des 20. Jahrhunderts wurde die Trichotillomanie als eigenständiges Krankheitsbild erkannt – nämlich als komplexe psychische Störung mit spezifischen Symptomen, Begleiterscheinungen und Begleiterkrankungen. Dementsprechend wurde es 1987 in die revidierte Version der dritten Ausgabe des Diagnostic and Statistical Manual of Mental Disorders (DSM-III-R) und 1991 in die ICD-10 aufgenommen. Im neuen DSM-5 wird die Trichotillomanie als Zwangsspektrumsstörung eingeordnet, in der seit 2022 gültigen ICD-11 als „Körperbezogene repetitive Verhaltensstörung“.

## Symptomatik
Bei den ausgerissenen Haaren handelt es sich meist um Kopfhaare, in geringerer und unterschiedlicher Häufigkeit auch um die Haare aller anderen Körperregionen. Dadurch kann es zu umschriebenen Kahlstellen kommen, wobei unterschiedlich kurze neue Haare noch vorhanden sind. Rund die Hälfte der Betroffenen fühlt sich genötigt, dabei eine Symmetrie zu wahren oder besonders geformte Haare zu entfernen. Im Anschluss daran werden die Haare und dabei oft die Haarwurzel genau untersucht, bevor sie weggeworfen, aufgehoben oder auch verschluckt werden. Letzteres wird als Trichophagie bezeichnet. Insgesamt zeigt fast die Hälfte der Betroffenen orale Verhaltensweisen im weiteren Sinne, so kann die Mundgegend mit dem Haar berührt oder dieses als „Zahnseide“ benutzt werden.
Schmerz wird beim Entfernen der Haare kaum wahrgenommen und wenn, dann wird er entweder als angenehm empfunden oder ignoriert. Die Schmerzgrenze allgemein ist bei den Betroffenen nicht erhöht.

Das mittlere Alter der Betroffenen liegt bei Beginn der Störung bei ca. 13 Jahren und fällt somit in die Zeit der Pubertät, erstmals auftreten kann die Trichotillomanie jedoch in jedem Alter. Ob es sich bei sehr frühem Auftreten um ein gesondertes Störungsbild oder eine besondere Untergruppe handelt, ist noch nicht geklärt. Statistisch gesehen sind vor der Pubertät Jungen und Mädchen gleich stark betroffen, später sind es dann mehr Frauen als Männer. Die Störung selbst kann über wenige Monate bis zu mehreren Jahren anhalten.
Als Begleiterkrankungen treten häufig affektive Störungen (v. a. Depressionen) und verschiedene Angststörungen auf. Erstere wurden in einzelnen Studien zu gut zwei Dritteln, Letztere in mehr als der Hälfte der Fälle diagnostiziert.
Trotz vieler Übereinstimmungen mit den Symptomen bei Zwangsstörungen gibt es wichtige Unterscheidungsmerkmale. So werden die bei Zwangsstörung auftretenden Zwangshandlungen und Zwangsgedanken in der Regel als quälend und eigene Gedanken als nicht zur eigenen Persönlichkeit passend (Ich-dyston) erlebt, während bei der Trichotillomanie drei Viertel der Betroffenen angeben, sich ihrer Handlung nicht bewusst zu sein. Nur ein Drittel gibt an, einen intensiven Drang zum Auszupfen der Haare zu verspüren. Dieses kann als Mittel zur Reduktion einer bestehenden erhöhten Anspannung dienen, wird in wieder einem Drittel aber im Gegenteil als anregend erlebt und kann dazu dienen, einem Leeregefühl entgegenzuwirken.

## Mögliche Ursachen
In den jeweiligen Einzelfällen können sehr unterschiedliche Auslöser zu einer Trichotillomanie führen: traumatische Erlebnisse wie der Tod einer nahestehenden Person, Missbrauchserfahrungen jeder Art oder andere schwerwiegende Ereignisse. In vielen Fällen sind es allerdings subtilere Geschehnisse im Familien- und Sozialbereich der Betroffenen, die zu einem verminderten Selbstwertgefühl führen und eine Trichotillomanie auslösen können. Das Störungsverhalten ist häufig eine Reaktion auf aversive emotionale Zustände wie innere Leere, Ängste oder innere Konflikte und dient der Anspannungsreduktion. Als weiterer Grund wird eine hohe Stressanfälligkeit und hohe Stressexposition von Betroffenen genannt. Inzwischen gibt es Studien, welche auch auf eine genetische Prädisposition hinweisen.

## Folgen und Komplikationen
Die sichtbarste Folge der Trichotillomanie ist das häufige Ziehen, Zupfen und Drehen an den (Kopf- und Bart-)Haaren, was auf die Umgebung störend wirken kann. Eine weitere Folge sind kahle Stellen am Kopf (bzw. an anderen betroffenen Stellen), was zu ästhetischen Problemen, zu Haarausfall und zu Hautproblemen führen kann.
Oft werden von Betroffenen jene Situationen und Tätigkeiten vermieden, die zu einer Entdeckung ihrer Erkrankung und einer möglichen Stigmatisierung führen können, bzw. der Haarausfall kann mit einer organischen Krankheit verwechselt werden. Soziale Isolation kann die Folge sein.
Als seltene Komplikation kann das Herunterschlucken der ausgerissenen Haare (Trichophagie) zur Bildung eines Trichobezoars (Haarknäuels) führen, der eine seltene Ursache rezidivierender Oberbauchschmerzen bis hin zu Darmverschluss oder Darmperforation sein kann und als Rapunzelsyndrom bezeichnet wird.

## Behandlung
Die Wirksamkeit psychotherapeutischer Verfahren ist gut belegt. Insbesondere verhaltenstherapeutische Behandlungsstrategien sind in der Behandlung von Trichotillomanie gut etabliert. Die höchsten Effektstärken zeigt das Habit-Reversal-Training, welches laut einer Übersichtsarbeit zu einer nachweislichen Besserung der Symptomatik führt und der medikamentösen Behandlung überlegen ist. Hier werden anstelle des Problemverhaltens alternative Bewegungen, möglichst unter Beteiligung antagonistischer Muskelgruppen, ausgeführt (z. B. Faust ballen, Umklammern eines Gegenstandes für mehrere Minuten). Eine weitere Behandlungstechnik ist die Methode der „Entkopplung“, bei der das Fehlverhalten zunächst protokolliert und später langsam ersetzt und verlernt wird. Eine Verminderung des Stressniveaus kann durch die Anwendung von Entspannungstechniken wie autogenes Training oder progressive Muskelentspannung erreicht werden.
Bei schweren Beeinträchtigungen der Lebensqualität können psychotherapeutische und medikamentöse Maßnahmen kombiniert werden. Es gibt Hinweise auf die Wirksamkeit von Glutamatmodulatoren wie N-Acetyl-Cystein, atypische Neuroleptika und Antidepressiva.